# 趙徵
趙徵（1402年—？），字待聘，河南南陽府裕州人，民籍，明朝政治人物。

## 生平
宣德七年（1432年）壬子科河南鄉試第三十名舉人，八年（1433年）中式癸丑科會試第二十四名，三甲第三十九名進士。

## 家族
曾祖趙阿突，元朝万户；祖父趙福興；父趙倫，浙江布政使司照磨。母吳氏。具慶下。娶王氏。